# Microhyla petrigena
Espèce
Statut de conservation UICN

 LC  : Préoccupation mineure
Microhyla petrigena est une espèce d'amphibiens de la famille des Microhylidae.

## Répartition
Cette espèce est endémique de Bornéo. Elle se rencontre en dessous de 700 m d'altitude, :
- en Malaisie orientale au Sabah et au Sarawak ;
- au Brunei ;
- en Indonésie au Kalimantan.

## Publication originale
- Inger & Frogner, 1979 : New species of narrow–mouth frogs (genus Microhyla) from Borneo. Sarawak Museum Journal, vol. 27, p. 311-322.